# Tần Mật
Tần Mật (秦宓, mất năm 226), tự là Tử Sắc là một đại thần nhà Quý Hán (Thục Hán) thời Tam Quốc.

## Tiểu sử
Tần Mật người Miên Trúc, quận Quảng Hán. Ông học giỏi từ nhỏ, nhiều lần được triệu ra làm quan nhưng đều chối từ. Trong thư gửi cho Thị trung tòng sự Vương Thường, Tần Mật viết "Lấy an phận làm vui, lấy vô lo làm phúc, coi danh như hão huyền trống rỗng, giữ mình như con rùa không thông tỏ sự đời chỉ mong hiểu lấy chính mình, coi bản thân là quý."
Tần Mật từng tiến cử danh sĩ Nhậm An cho Lưu Biểu. Sau này khi Gia Cát Lượng hỏi về phẩm cách của Nhậm An, Tần Mật trả lời "Nhớ tài của người, quên lỗi của người."
Nho sinh Lý Quyền thích đọc Chiến quốc sách, nói rằng một người cần phải tìm đọc nhiều kiến thức. Tần Mật không đồng ý, cho rằng Chiến quốc sách chỉ toàn nói về những quỷ kế nhỏ nhen, ích kỉ, phản phúc, không đáng học. Người ta đọc sách, viết sách để giữ lẽ phải, đạo đức, còn những loại sách vở ghi những điều trái với đạo trời thì người hiền không nhìn đến. Có người phê phán Tần Mật rằng nếu muốn làm ẩn sĩ như Hứa Do, Sào Phủ thì không nên phô bày văn tài ra ngoài, ông bèn trả lời rằng bản thân mình không có tài văn chương gì để khoe cả, chỉ dùng văn chương để truyền bá và minh hoạ cho đạo đức lễ giáo mà thôi.
Sau khi Lưu Bị chiếm Ích Châu, sai Thái thú Quảng Hán là Hạ Hầu Toản mời Tần Mật ra làm quan, bái xưng làm Trọng Phụ. Toản chưa biết tài năng của Mật cũng như của nhân sĩ Ích Châu, mới hỏi "Trọng Phụ thì như thế nào ?" Tần Mật liền trình bày tường tận địa lý, lịch sử Ích Châu, rồi kết luận: "Như vậy há phải châu tầm thường này là nơi bờ ruộng. Minh phủ [Hạ Hầu Toản] lấy ý cao nhã thử luận xem có theo kịp với các châu khác chăng ?" Hạ Hầu Toản nghe thế, đuối lý không biện bác được. Sau đó Mật được bổ nhiệm làm Tòng sự Tế tửu.
Năm 221, Lưu Bị phát binh đánh Đông Ngô. Tần Mật cố can gián, Lưu Bị không nghe, bắt giam vào ngục, sau được khoan hồng thả ra. Quả nhiên Lưu Bị đại bại ở trận Di Lăng, phải lui về thành Bạch Đế rồi mất ở đó vào năm 223.
Năm 224, Thừa tướng Gia Cát Lượng lĩnh chức Ích Châu mục, bổ nhiệm Tần Mật làm Biệt giá, sau làm Trường thủy Hiệu uý. Đông Ngô sai Trương Ôn sang Thục giao hảo, lúc về nước bá quan đều đến tiễn, chỉ có Tần Mật đến muộn, Gia Cát Lượng phải cho người đến thúc giục. Trương Ôn muốn thử Tần Mật, bèn đặt ra nhiều câu hỏi khó, Mật đều biện bác trôi chảy, khiến Ôn rất kính phục.
Sau Mật được thăng làm Đại Tư mã, rồi mất vào năm Kiến Hưng thứ tư (226).
Trần Thọ trong Tam quốc chí nhận xét: "Tần Mật lúc đầu ưa chuộng lẽ cao quý tránh đời mà không phải thật thà như kẻ ngu hèn, sau cách đối đáp đặc biệt còn để lại, văn chương hào tráng mỹ lệ, có thể gọi là bậc tài danh một thời vậy."

## Nghiên cứu lịch sử
Tần Mật từng xem sách Đế hệ, rồi luận rằng chuyện Ngũ Đế cùng một tộc là không hợp lý. Lại giải thích chuyện Hoàng Đế, bá vương nuôi rồng rất rành rẽ mạch lạc.
Tần Mật cũng nghiên cứu Kinh Xuân thu, Tiều Chu có đến xin chép lại kiến giải của Mật nhưng không được, vì vậy hầu hết công trình của Tần Mật đều thất truyền.